# Jean de Boyssières
Jean de Boyssières (né en février 1555 à Montferrand - décédé vers 1584) est un poète français de la Renaissance.

## Biographie
Jean de Boyssières est né en février 1555 à Montferrand. Il fait des études de droit en Italie et devient secrétaire du duc François d'Alençon. Il est ami des poètes de la Pléiade. On perd sa trace après 1585.

### Œuvres
- Les premières œuvres amoureuses: à Monsieur, duc d'Anjou, fils de France de Jean de Boyssières, Montferrandin, Paris, C. de Montreuil, 1578 (lire en ligne sur Gallica)
- Les secondes œuvres poétiques, Paris, Jean Poupy, 1578 (présentation en ligne) (la date de 1568 est erronée).
- Les Troisièmes œuvres de Jean de Boyssières, Lyon, L. Cloquemin, 1579 (lire en ligne sur Gallica)
- Les Troisiesmes œuvres [4e partie], Paris, 1579
- Le discours d'un cas effroyable et advanture estrange advenue à un laquais du Louvre le XIX jour de Mars 1578, avec deux oraisons pour se garder des surprises de l'ennemy et une autre en forme de confession..., Paris, Nicolas Poncelet, 1578[3]
- Les Regrets et lamentations de tres-haute princesse Ysabel d'Austriche, sur le trespas de Madame Marie, fille de France, par J. de Boyssières, Paris, C. de Montreuil, 1578
- L'estrille et drogue au quereleux pédant ou régent du collège de Clermont en Auvergne, jadis farceur de Reins en Champaigne. Avec les epigrames de tous les poètes françois de ce temps contre luy, À Lyon, Loys Cloquemin, 1579 (lire en ligne sur Gallica) [4]
- L'Arioste francoes de Jean de Boessières, avec les argumans et allégories sur châcun chant (Suivi de : Epitre et advertissemant aux Francoés, par J. Bouchet), premier volume, (chants I-XII.), Lyon, T. Ancelin, 1580 (lire en ligne)
- La croisade de Jean de Boissières, escuyer sieur de la Boissiere en Auvergne. A Monsieur Berterand, conseiller & advocat general du roy, en sa chambre des commptes à Paris, Paris, Pierre Sevestre, 1584
- Sonnets sur la mort et passion de Jésus-Christ, Paris, Laurent du Coudret, 1585, 16 p. (lire en ligne)
- Le second livre des bergeries de Julliette . Auquel comme au premier, sont traictez les divers effectz d'amour, avec plusieurs discours moraux, non moins profitables que plaisans, diverses poësies, tant sonnetz, echoz, enigmes, chansons, elegies & stances. Avec cinq histoires comiques, discouruës en cinq journees, par cinq pasteurs. Ensemble, les oeuvres poëtiques de la docte bergere Julliette. De l'invention d'Ollenix du Mont-Sacré gentilhomme du Maine. Seconde edition reveuë & corrigée par l'autheur. A tres-illustre & vertueux seigneur, monseigneur le duc d'Espernon, pair de France, &c., Paris, Gilles Beys, 1588, 976 p.(lire en ligne sur Gallica)

## Pour approfondir